# Lorelei (mitología)

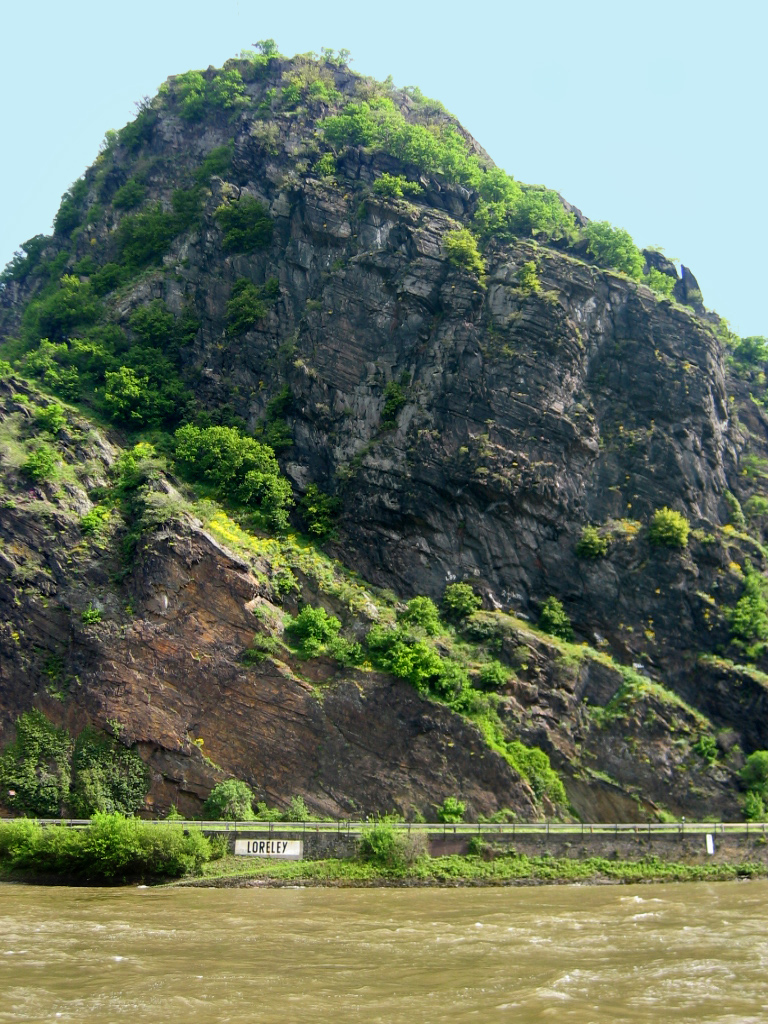
Imagen de Lorelei, roca en la que la ondina del mismo nombre se aparecía a los marineros del río Rin según la mitología germánica.

Lorelei es un personaje legendario de la mitología germánica.
Según la leyenda, fue una hermosa sirena del río Rin que atraía a los hombres desde la roca que lleva su nombre con su belleza y sus cantos, causando naufragios y desastres. Según se creía, originariamente era una hermosa muchacha que fue traicionada por el hombre al que amaba, tras lo cual se arrojó de un acantilado por no poder soportar el dolor.
Adaptación del nombre, Lorelay, de origen germánico significa Diosa del universo.
Lorelay, También puede significar “La encantadora” haciendo referencia al encanto que provocaba a los hombres cuando cantaba.

## Leyenda
Un día, para vengar a su hijo muerto, un noble envió a sus soldados a matar a Lorelei, hombres que sabían cómo resistir su encanto y quienes la habrían matado si no hubiera llamado a su padre para pedir ayuda: envió un caballo de espuma, el cual condujo a la ondina a las profundidades del río, del que nunca regresó.
Desde entonces, los marineros ya no tuvieron que temer los engaños de Lorelei.
La roca en la que ella se aparecía según la tradición todavía se llama por su nombre.

## Obras
Esta figura legendaria se encuentra a menudo en los poemas de poetas alemanes de la época romántica, como en Das Lied der Loreley de Heinrich Heine o Waldgespräch de Joseph von Eichendorff. Fue también a partir de este mito que el compositor Alfredo Catalani se inspiró para su obra Loreley.

## Lorelei en la música
- El grupo Scorpions en su decimoséptimo álbum Sting in the Tail incluye la canción «Lorelei».
- El grupo Theatre of tragedy en su tercer álbum Aégis incluye la canción «Lorelei».
- El grupo Voivod en su sexto álbum Angel Rat incluye la canción «The Prow» donde se menciona a Lorelei.
- El grupo Blackmore's Night en su álbum Ghost Of A Rose, incluye la canción «Loreley».
- La cantante Ella Fitzgerald en su álbum Ella Fitzgerald Sings The George And Ira Gershwin Songbook incluye la canción «Lorelei».
- El grupo Ne Obliviscaris en su tercer álbum Urn incluye la canción «Eyrief» donde se menciona a Lorelei.
- El grupo Cocteau Twins incluye la canción «Lorelei» en su álbum Treasure.
- El grupo (G)I-dle en su quinto miniálbum I Love incluye la canción «Nxde» donde se menciona a Lorelei.
- El grupo Blood Ceremony en su cuarto álbum Lord of Misrule incluye la canción «Loreley».
- El grupo Lord Of The Lost en su álbum Thornstar incluye la canción «Loreley»

## Lorelei en los cómics
- Lorelei es un personaje ficticio basado en la ondina de la mitología germánica que aparece en los cómics estadounidenses de Thor publicados por Marvel Comics.
- En un episodio del anime Mazinger Z, el personaje Lorelei Heinrich, hija de un científico alemán nacido a orillas del río Rin de nombre Schtroheim Heinrich, es en realidad un androide y cerebro de un robot (Rhine X1) creado por dicho científico. Ambos robots se enfrentaron, siendo derrotado el Rhine X1